# Aldair Quintana
Aldair Alejandro Quintana Rojas (Ibagué, 11 luglio 1994) è un calciatore colombiano, portiere dell'Atlético Bucaramanga in prestito dall'Atlético Nacional.

## Palmarès

### Club

#### Competizioni nazionali
- Campionato colombiano: 1

Atletico Bucaramanga: 2024-I
- Copa Colombia: 1

Atlético Nacional: 2021